# 철 제제

빈혈을 위한 철분 보충제

철 제제(鐵製劑, 영어: iron preparation)는 철결핍성 빈혈의 예방 및 치료에 사용되는 철분 보충제 제제이다. 철분 제제(鐵分製劑)라고도 한다. 철 제제의 예로는 황산 제일철, 글루콘산 제일철, 푸마르산 제일철 등이 있다. 철 제제는 경구 투여할 수도 있고 정맥 주사 또는 근육 주사로 투여할 수도 있다.
철 제제는 적혈구의 생성을 자극한다. 이러한 작용은 페리틴, 트랜스페린 등 체내의 다양한 철 결합 단백질에 의해 조절된다. 철은 골수 세포로 운반된 후 헤모글로빈 합성을 위해 헴 단백질과 복합체를 형성한다.

## 같이 보기
- 철 보충제
- 사람의 철 대사
- 철 중독